# رابرت اسپار
رابرت اسپار (انگلیسی: Robert Sparr; ۱۵ سپتامبر ۱۹۱۵ – ۲۸ اوت ۱۹۶۹) تدوین‌گر، کارگردان فیلم و فیلم‌نامه‌نویس اهل ایالات متحده آمریکا بود.
از فیلم‌ها یا مجموعه‌های تلویزیونی که وی در آن‌ها نقش داشته‌است، می‌توان به رانده‌شدگان اشاره نمود.